# Joseph Leo Charron
Joseph Leo Charron CPPS (* 30. Dezember 1939 in Redfield) ist Altbischof von Des Moines.

## Leben
Joseph Leo Charron trat der Ordensgemeinschaft der Missionare vom Kostbaren Blut bei, legte am 15. August 1965 die Profess ab und empfing am 3. Juni 1967 die Priesterweihe. Charron studierte Theologie an der University of Dayton sowie der Päpstlichen Lateranuniversität in Rom. 1970 wurde er an der Accademia Alfonsiana in Rom promoviert.
Charron war von 1970 bis 1976 Professor für Theologie an der St. John’s University in Collegeville, Minnesota. Von 1976 bis 1979 war er stv. Generalsekretär der US-amerikanischen Bischofskonferenz und der Nationalen Konferenz der katholischen Bischöfe. 1979 wurde er Direktor der Ordensprovinz Kansas City. Von 1987 bis 1990 war er Professor an der St. John’s University.
Papst Johannes Paul II. ernannte ihn am 6. November 1989 zum Weihbischof in Saint Paul and Minneapolis und Titularbischof von Bencenna. Die Bischofsweihe spendete ihm der Erzbischof von Saint Paul and Minneapolis, John Robert Roach, am 25. Januar des nächsten Jahres; Mitkonsekratoren waren John Francis Kinney, Bischof von Bismarck, und Thomas Cajetan Kelly OP, Erzbischof von Louisville.
Am 12. November 1993 wurde er zum Bischof von Des Moines ernannt. Von seinem Amt trat er am 10. April 2007 zurück.
Stephen Berg, Bischof von Pueblo, ist sein Neffe.